# Histoire de la fonction zêta de Riemann
En mathématiques, la fonction zêta de Riemann est définie comme la somme d'une série particulière, dont les applications à la théorie des nombres et en particulier à l'étude des nombres premiers se sont avérées essentielles. Cet article présente une histoire de la fonction zêta de Riemann, et de la compréhension qu'elle a permise de la répartition des nombres premiers.

## Introduction: les nombres premiers et la fonction zêta
Un nombre entier naturel (positif) est dit premier s'il admet exactement deux diviseurs distincts (1 et lui-même). Le nombre 1 n'est pas premier. C'est dans l'Antiquité que furent découverts les nombres premiers, probablement au moment de l'invention des fractions. Le rôle des nombres premiers est fondamental en arithmétique par suite du théorème de décomposition, connu dès l'Antiquité, qui énonce que tout entier positif est le produit de nombres premiers (de façon unique), s'il n'est lui-même premier.
Les nombres premiers, initialement rencontrés dans la simplification des fractions, jouent un rôle dans les structures finies telles que l'anneau (Z/nZ, +, ×) qui est un corps commutatif si et seulement si n est premier.
On attribue traditionnellement à Euclide le théorème suivant : « Les nombres premiers sont plus nombreux que n'importe quelle multitude de nombres premiers proposée » qu'on traduit aujourd'hui en l'énoncé « Il existe une infinité de nombres premiers ».
Ce résultat ne résout cependant pas le problème fondamental de la théorie des nombres premiers : comment les trouver « sans peine » ? S'il existait une expression donnant facilement, pour chaque entier n, le nombre premier de rang n, la question de la répartition des nombres premiers ne se poserait pas. Mais la nature du problème fait qu'une telle expression est actuellement inconnue et restera probablement hors de portée pour longtemps (voir à ce sujet l'article détaillé Formules pour les nombres premiers). Cet article montre comment historiquement une fonction mathématique compliquée, la fonction zêta de Riemann, est apparue dans ce contexte et la façon dont elle a permis de faire évoluer la connaissance des nombres premiers.
Par la suite, cette fonction a été étudiée pour elle-même, passant ainsi d'outil d'analyse au statut d'objet mathématique d'analyse.
L'histoire mathématique commence donc dans l'Antiquité grecque par la recherche des nombres premiers. Elle se poursuit à l'époque de la Renaissance européenne (qu'on poussera jusqu'au XVIIe siècle) par l'apparition de différentes questions dont le lien avec les nombres premiers n'est pas immédiat, mais se dégagera avec le temps aboutissant à la fonction zêta de Riemann d'aujourd'hui.

### Le crible d'Ératosthène
On ne connait de l'Antiquité que le célèbre crible d'Ératosthène, qui permet de trouver sans trop d'efforts les nombres premiers inférieurs à une limite donnée, à condition que la limite ne soit pas trop grande.
On construit un tableau contenant les entiers jusqu'à la limite voulue, et on raye à partir de 2 tous les entiers de deux en deux.
Le plus petit entier n qui n'est pas rayé est premier. À partir de celui-ci, on raye les entiers du tableau de n en n. Et on recommence, le plus petit des entiers restant est premier…

### La formule du crible
La méthode du crible d'Ératosthène débouche sur une formule appelée formule du crible et attribuée à Daniel da Silva (en) et James Joseph Sylvester, mais très probablement beaucoup plus ancienne sous une forme ou sous une autre.

#### Formule du crible de da Silva et Sylvester
Dans l'ensemble {1, 2, … , n}, soient P1, P2, … , Pm m relations portant sur ces entiers et W(r) le nombre des entiers qui satisfont à r relations Pi.
Alors, le nombre des entiers qui ne satisfont à aucune des relations Pi est donné par la formule
Donnons un exemple :
Le nombre des entiers plus petits que n qui ne sont pas divisibles par les m nombres a1, a2, … , am, supposés premiers entre eux deux à deux est égal à
où ⌊x⌋ désigne la partie entière de x.
Cette formule du crible se généralise en un procédé systématique appelé méthode du crible, inauguré en 1919 par Viggo Brun et son fameux résultat : « La série des inverses des nombres premiers jumeaux est convergente. »
Depuis, la méthode du crible de Brun a été améliorée (crible de Selberg, entre autres).

### Les conjectures non démontrées
Le crible d'Érathostène ne fournissant (du moins de manière immédiate) aucune information sur la répartition des nombres premiers, les chercheurs ont proposé, à défaut d'une formule donnant le n-ième nombre premier ou une formule permettant de dire à coup sûr si un nombre est premier, des formules donnant toujours des nombres premiers ou des propriétés similaires.
L'univers des nombres premiers est riche de conjectures non démontrées telles que :
- la conjecture de Goldbach : « Tout entier pair plus grand que 4 est la somme de deux nombres premiers »
- la conjecture des nombres parfaits : « Tout nombre parfait est de la forme décrite par Euclide, donc pair », date de 1496; elle est due à Jacques Lefèvre[1].

On a progressé dans l'étude de ces deux conjectures en montrant, pour la première, que tout nombre impair assez grand est somme de trois nombres premiers, et pour la seconde, que tout nombre parfait impair admet au moins 21 diviseurs.
Après Euclide, ni l'Antiquité ni le Moyen Âge, ni même le début de la Renaissance, n'ont fait progresser l'étude de la répartition des nombres premiers. Une analyse de la liste des nombres premiers laisse penser que ceux-ci sont répartis au hasard et sans ordre particulier. Tel était l'avis de ceux qui s'étaient alors intéressés à cette question. Pierre de Fermat lui-même n'a énoncé aucune conjecture concernant cette répartition. On a cherché longtemps une formule produisant tous les nombres premiers, et un algorithme simple capable de décider si un nombre entier est premier. Sans beaucoup de succès. Les formules obtenues (il y en a), sont le plus souvent basées sur le théorème de Wilson ou un résultat analogue, ce qui en rend l'usage impossible en pratique.

## Premières occurrences de la fonction zêta

### Le problème de Bâle
C'est en 1644 que Pietro Mengoli pose une question qui va mener tout droit à la fonction ζ : combien vaut la somme de la série numérique {\displaystyle \sum _{n=1}^{\infty }{\frac {1}{n^{2}}}} ?
On[Qui ?] prétend que Tartaglia avait déjà rencontré ce problème (et aussi qu'il savait que la somme de la série harmonique, {\displaystyle \sum _{n=1}^{\infty }{\frac {1}{n}}}, est infinie). Ni Leibniz, ni les Bernoulli, ne réussissent à sommer la série, ni James Stirling, qui a publié sa célèbre formule en 1730, dans un ouvrage qui traite justement de la sommation des séries numériques, et dans lequel il n'en donne qu'une somme approchée par une méthode d'accélération de convergence.

### Leonhard Euler
Leonhard Euler, en 1731, en calcule la somme à 10–6 près et conjecture, en 1735, qu'elle vaut π2/6. C'est finalement en 1743, par une interversion série-intégrale, qu'il obtient la première justification rigoureuse de cette conjecture :
Théorème — {\displaystyle \sum _{n=1}^{\infty }{\frac {1}{n^{2}}}={\frac {\pi ^{2}}{6}}.}
Il en restera très fier et dira même que si un seul de ses travaux devait être conservé, que ce soit celui-ci. Mais il ne s'arrête pas à ce résultat, et, utilisant les nombres B2k, appelés depuis nombres de Bernoulli, il trouve finalement la formule générale
et définit la fonction zêta, notée ζ, sur les réels supérieurs à 1 par
À l'aide de manipulations de séries divergentes, il réussit également à définir et à calculer la valeur de ζ(k) pour les entiers k négatifs et trouve ainsi une forme particulière de ce qui sera la relation fonctionnelle de la fonction zêta.
Il ne réussira pas à calculer ζ(2k + 1) mais trouvera cette curieuse formule qui fait le lien avec la théorie des nombres premiers, et qu'on appelle depuis un produit eulérien :
où le produit infini est effectué sur l'ensemble {\displaystyle {\mathcal {P}}} des entiers p premiers.
Par conséquent, il existe un lien, inconnu jusque-là, entre les nombres premiers et la fonction ζ.
Euler en profite pour donner une nouvelle démonstration de l'infinitude des nombres premiers, en considérant la valeur particulière k = 1. En effet la série harmonique est divergente, ce qui est incompatible avec un nombre fini de facteurs dans le produit eulérien.
Enfin, il montre que la série des inverses des nombres premiers est divergente, ou pour être plus fidèle à son travail, que sa somme est le logarithme du logarithme de l'infini. Euler considère en effet l'infini, ∞, comme un nombre un peu particulier qu'il manipule librement. Pour cela il calcule le logarithme de ζ(1) : d'une part comme le logarithme de la série harmonique, qui est donc pour lui le logarithme du logarithme de l'infini, et d'autre part à partir du produit eulérien, en développant audacieusement le logarithme en série de Taylor en (et non pas autour de) k = 1. Il trouve ainsi deux termes, la somme qu'il veut estimer
 et la série convergente
Ce qui lui permet d'affirmer :

Cependant, Euler écrit en 1751 : 
« Les mathématiciens ont tâché jusqu'ici en vain de découvrir quelque ordre dans la progression des nombres premiers, et l'on a lieu de croire que c'est un mystère auquel l'esprit humain ne saurait jamais pénétrer. Pour s'en convaincre, on n'a qu'à jeter les yeux sur les tables des nombres premiers que quelques-uns se sont donné la peine de continuer au-delà de cent mille et l'on apercevra d'abord qu'il n'y règne aucun ordre ni règle. »
qui exprime bien l'état de découragement des mathématiciens depuis mille ans devant cette question qui ne progresse guère.

### Les travaux de Legendre
- Euler n'allait pas tarder à être démenti. Quand on est confronté à une fonction ayant des variations qui semblent anarchiques, la première idée qui vient est d'essayer de lisser ces données. Un tel lissage peut être une moyenne, éventuellement mobile, mais on peut aussi s'intéresser à la somme de ces valeurs ou au simple comptage du nombre de termes dans un intervalle donné. C'est l'idée initiale de Adrien-Marie Legendre qui dès 1785[réf. nécessaire] cherche une formule approchée pour le nombre de nombres premiers plus petits que x, qu'on appelle aujourd'hui la fonction de compte des nombres premiers et qu'on note π(x). Et il propose[9] pour π(x) l'approximation{\displaystyle {\frac {x}{A\ln(x)+B}}\ ,}pour deux constantes A et B bien choisies.
Et, par un argument heuristique, il conjecture[réf. nécessaire] que le nombre de nombres premiers inférieurs ou égaux à x et contenus dans la progression arithmétique an + b, avec a et b premiers entre eux, satisfait (si l'on utilise une notation moderne){\displaystyle \pi (x,a,b)\sim {\frac {1}{\varphi (a)}}\pi (x)\ (x\rightarrow \infty ),}où φ(a) est le nombre d'entiers premiers avec a et inférieurs à a.
- Legendre publie dans son Essai sur la théorie des nombres[10] la première forme de ce qui va devenir le théorème des nombres premiers, démontré indépendamment par Jacques Hadamard et Charles-Jean de La Vallée Poussin en 1896. Il propose maintenant pour π(x) l'approximation plus explicite{\displaystyle {\frac {x}{\ln(x)-1,08366\ldots }}\ .}Le nombre 1,083 66… est depuis appelé nombre de Legendre.
- Par la suite, dans une lettre à Encke datée de 1849[11], Gauss soutiendra avoir fait « ins Jahr 1792 oder 1793 » (« en l'an 1792 ou 1793 » ; il avait alors quinze ou seize ans) une conjecture du même type. Mais Gauss ne publie rien de son vivant sur cette question. Gauss se rappelle avoir constaté sur une table de nombres premiers que la probabilité qu'un entier n soit premier est environ 1/ln(n), et d'en avoir déduit l'approximation{\displaystyle \pi (x)\sim \int _{2}^{x}{\frac {\mathrm {d} n}{\ln n}}.}Cette dernière intégrale se note aujourd'hui Li(x); c'est la fonction logarithme intégral. Le fait est que la table de logarithmes de Gauss, que l'on a conservée (Schulze, 1777) contient bien la note suivante, écrite de sa main[12] :{\displaystyle {\text{Primzahlen unter }}a(=\infty )\ {\frac {a}{la}}.}Mais il semble que sa mémoire l'ait partiellement trahi et qu'il n'ait pas à l'époque fait le lien avec la fonction Li(x). C'est en effet plutôt Dirichlet, en 1838, qui transmet à Gauss[13] l'observation que "la véritable expression limite" est{\displaystyle \sum _{n\leq x}{\frac {1}{\log(n)}}}(fonction qui ne diffère de Li(x) que d'une quantité bornée). Et c'est finalement Tchebychev en 1852 (voir plus bas) qui considèrera l'approximation par Li(x) proprement dite. La conjecture de Legendre (complétée) peut donc se résumer, en notation moderne, par {\displaystyle \pi (x)\sim {\rm {Li}}(x)\sim {\frac {x}{\ln x}}\ (x\rightarrow \infty ).} Il semble par ailleurs que Gauss avait conjecturé le résultat plus précis {\displaystyle \pi (x)<{\rm {Li}}(x)} (pour tout {\displaystyle x}), ce qui s'est révélé faux, mais seulement pour des valeurs de x gigantesques[14].
- Utilisant un procédé voisin de la formule du crible (qui porte ainsi le nom de crible d'Ératosthène-Legendre), Legendre trouve finalement la formule de Legendre (1808){\displaystyle \pi (x)-\pi ({\sqrt {x}})=-1+\sum _{d}{\mu (d)\left[{x \over d}\right]},} où la somme est étendue à tous les diviseurs d du produit p1p1…pn des nombres premiers inférieurs ou égaux à √x. La fonction μ(k) est la fonction de Möbius. Elle vaut 0 si k est divisible par le carré d'un entier et (–1)r si k s'écrit comme le produit de r nombres premiers distincts.
- Legendre déduit de sa méthode ce premier résultat, nouveau depuis l'antiquité, sur la répartition des nombres premiers {\displaystyle \lim _{x\rightarrow \infty }{\frac {\pi (x)}{x}}=0} en montrant que {\displaystyle \pi (x)\leq {\frac {x}{\ln \ln x}}.}Donc la proportion des nombres premiers tend vers 0. On retrouve ainsi cette impression naturelle que les nombres premiers sont de plus en plus rares à mesure qu'on va plus loin dans la liste. Ce théorème est appelé théorème de raréfaction des nombres premiers.
- Dans sa Théorie des nombres, Legendre émet une conjecture, qui porte maintenant le nom de conjecture de Legendre, et qui affirme qu'il existe un nombre premier p compris entre n2 et (n + 1)2 pour tout entier n. Il suivrait que pm+1 – pm < 4√pm + 3 (où pm désigne le me nombre premier). Cependant, en 1920, même en assumant l'hypothèse de Riemann, Harald Cramér[15] ne démontre que l'estimation plus faible (pour une certaine constante C > 0) :{\displaystyle p_{m+1}-p_{m}\leq C{\sqrt {p_{m}}}\ln p_{m}.}

### Les séries de Dirichlet
Reprenant la démonstration d'Euler sur l'infinitude des nombres premiers, Dirichlet parvient entre 1837 et 1839 à démontrer une conséquence d'une conjecture de Legendre datant de 1785.
Théorème — Si les nombres a et b sont premiers entre eux, il existe une infinité de nombres premiers dans la progression arithmétique an + b, n ∈ ℕ.
Mais pour cela il associe une série, qu'on appelle depuis série de Dirichlet, et qui est de la forme
Reprenant l'argument de la démonstration d'Euler sur l'infinité des nombres premiers et la divergence de la série des inverses des nombres premiers, il en déduit son théorème de la présence d'un pôle de la série associée en s = 1.
Il démontre que l'on a
φ(s) étant une fonction entière.

### Le postulat de Bertrand
En analysant une table de nombres premiers jusqu'à 6 000 000, Joseph Bertrand énonce la conjecture :

Entre n et 2n existe toujours un nombre premier.
C'est à la démonstration de ce résultat que va travailler Tchebycheff.

### Les travaux de Tchebycheff
En 1849, Tchebycheff démontre que si π(x)ln(x)/x tend vers une limite, la limite est égale à 1. Puis en 1850, utilisant astucieusement la formule de Stirling, il démontre une forme faible de la conjecture de Legendre,
et en déduit le postulat de Bertrand. Mais il est incapable de démontrer l'existence de la limite de π(x)ln(x)/x.
Il montre en 1852 que le nombre de Legendre, 1,08366…, doit être remplacé par 1 en montrant que si la limite de
existe (ce que La Vallée Poussin confirmera en 1899) alors elle ne peut être que 1.
Ces résultats vont avoir une influence considérable. Il faut ici se souvenir que faire des mathématiques, jusqu'au XIXe siècle, c'est calculer sur des égalités. On voit ici apparaître des inégalités, chose bien peu courante alors qu'elles sont monnaie courante à notre époque.

### Travaux sur lafonction de Möbius
- Euler, en 1748, est amené à conjecturer que l'on a, dans les notations d'aujourd'hui, {\displaystyle \sum _{n}{\frac {\mu (n)}{n}}=0} et en donne une justification.
- En 1832, Möbius conjecture de son côté que {\displaystyle \sum _{n}{\frac {\mu (n)\ln(n)}{n}}=-1.}
- Sur ces deux questions, les progrès sont lents. Il faut attendre 1897 pour que von Mangoldt résolve la première[17] : posant {\displaystyle g(x)=\sum _{n\leq x}{\frac {\mu (n)}{n}}} et utilisant le théorème de factorisation de Hadamard sur ζ(s), il montre en effet que g(x) = o(1), améliorant ainsi le g(x) = O(1) démontré en 1884 par Gram, où o  et O désignent les notations « de Landau ». En même temps, von Mangoldt démontre que{\displaystyle M(x)=\sum _{n\leq x}\mu (n)=o(x).}
- En 1899, Landau redémontre par une autre voie la conjecture d'Euler{\displaystyle \sum _{n}{\frac {\mu (n)}{n}}=0} et par une suite de raisonnements élémentaires, obtient la formule de Möbius.
- Désormais, la question se concentre à l'obtention de nouvelles estimations de g(x) et de sa pendante, {\displaystyle f(x)=\sum _{n\leq x}{\frac {\mu (n)\ln(n)}{n}}.}
- En 1899, du mémoire de La Vallée Poussin, on obtient g(x) = O(1/ln x) et en 1901, Landau montre g(x) = o(1/ln x) et même, en fait, pour une constante c adaptée{\displaystyle g(x)=o\left({\frac {1}{\ln x{\rm {e}}^{c{\sqrt {\ln \ln x}}}}}\right)} et {\displaystyle f(x)=-1+O\left({\rm {e}}^{-c{\sqrt {\ln \ln x}}}\right).}Ceci montre que l'on a en fait{\displaystyle M(x)=o\left({\frac {x}{\ln x{\rm {e}}^{c{\sqrt {\ln \ln x}}}}}\right).}

## Depuis Riemann

### Le mémoire de Riemann
Le début du XIXe siècle a vu se créer la théorie des fonctions analytiques complexes et les méthodes de l'analyse moderne. Cauchy découvre le théorème des résidus, entrevu par Siméon Denis Poisson dès 1813, et se préoccupe des fonctions analytiques complexes et de l'intégration. C'est lui qui va définir la notion de convergence uniforme, balayant ainsi la croyance que la limite d'une suite de fonctions continues est toujours continue. Il fait de même avec les séries en définissant la notion de convergence absolue et s'interdit, ou presque, de sommer les séries divergentes, contrairement à ses prédécesseurs qui écrivent sans formalité
Dans ce contexte, Bernhard Riemann reprend les travaux de Tchebycheff et dans un mémoire de 1859 va faire progresser de manière décisive la recherche sur la conjecture de Legendre. Il utilise pour cela, prolongeant les méthodes de Tchebycheff, l'analyse complexe, cette théorie encore neuve en pleine effervescence. Il étend d'abord la fonction ζ d'Euler à tous les réels positifs plus grands que 1, puis, passe aux valeurs complexes de la variable, qu'il appelle s = σ + it, avec σ > 1. Enfin, utilisant les propriétés de la fonction Γ d'Euler, il en déduit une représentation de ζ(s) par une intégrale curviligne, ce qui lui permet ensuite d'étendre la fonction ζ à l'ensemble du plan complexe, à l'exception de s = 1 dont Dirichlet avait démontré qu'il s'agissait d'un pôle simple de résidu 1.
le domaine étant un lacet autour de 0 et s'étend vers +∞.
Il démontre une relation fondamentale appelée équation fonctionnelle qui relie la valeur de la fonction ζ en s à celle en 1 – s
Cette relation montre que l'axe Re(s) = 1/2 joue un rôle fondamental dans l'étude de la fonction ζ. Si l'on connaît le comportement de ζ à droite de cet axe, l'équation fonctionnelle permet de compléter et l'on connaît alors tout sur ζ.
Riemann montre facilement que la fonction ζ ne s'annule pas sur le demi-plan Re(s) > 1, et donc, par l'équation fonctionnelle, ζ ne s'annule pas non plus sur Re(s) < 0, hormis les entiers pairs négatifs qu'on désigne par « zéros triviaux ». Il est d'autre part facile de montrer que chacun de ces zéros triviaux est simple.
ζ(s) ne peut donc s'annuler, en dehors des entiers négatifs pairs, que dans la bande 0 ≤ Re(s) ≤ 1, et Riemann émet la conjecture suivante :

Tous les zéros non triviaux de ζ sont de partie réelle égale à 1/2.
Dans la théorie de la fonction ζ, par suite du théorème de factorisation de Hadamard relatif aux fonctions méromorphes d'ordre fini ρ, les zéros et les pôles jouent un rôle central. Pour la fonction ζ de Riemann, qui est d'ordre 1, on a :
avec b = ln(2π) – 1 – γ/2, γ désignant la constante d'Euler-Mascheroni.
On voit ainsi que la détermination des zéros ρ est une question centrale. Or ces zéros ρ sont répartis symétriquement par rapport à l'axe réel puisque la fonction est réelle sur l'axe réel (principe de symétrie de Schwarz (en)), mais se répartissent également symétriquement par rapport à l'axe Re(s) = 1/2.
La solution la plus simple et la plus agréable au mathématicien est que tous les zéros non triviaux ρ soient sur l'axe 1/2. Il ne faut pas voir autre chose comme motivation initiale à l'hypothèse de Riemann. Cette hypothèse est cependant lourde de conséquences. Mais ni Riemann ni ses continuateurs ne parviendront à la démontrer.
Le reste du mémoire fait le lien entre les zéros de la fonction ζ(s) et les fonctions de l'arithmétique, mais les démonstrations sont seulement ébauchées. Tout d'abord, il donne le nombre de zéros de la fonction ζ(s) dans le rectangle [0, 1]×[0, iT] comme étant :
Puis vient le lien entre la fonction π(x) et la fonction ζ(s) sous la forme :
(avec Re(s) > 1) qu'il s'agit d'inverser pour obtenir le théorème des nombres premiers. Il écrit pour cela
et utilisant un développement de ζ(s) en fonction des zéros ρ de ζ(s), il annonce la formule que justifiera pleinement von Mangoldt en 1894 :
où li est la fonction logarithme intégral.
Pour finir, Riemann prétend que cela explique parfaitement la conjecture de Legendre et qu'on peut même en déduire que li(x) majore π(x) avec un terme d'erreur O(x1/2). C'est en fait une conjecture de Gauss que l'on a π(x) ≤ li(x) (mais elle est fausse).
Ce mémoire est le seul mémoire de Riemann concernant la théorie des nombres. Riemann meurt en 1866, à l'âge de 40 ans.

### Les continuateurs de Riemann
Depuis, la conjecture de Riemann et l'étude de la fonction ζ(s) occupent l'esprit de nombreux mathématiciens, qui ne mesurent pas tous la difficulté de la tâche léguée par Riemann. Les démonstrations de Riemann sont, lorsqu'elles existent, souvent incomplètes voire totalement fausses. Il faudra longtemps pour avoir une vraie démonstration du théorème de l'application conforme « de Riemann » par exemple. Et cela est également vrai pour son mémoire de 1859 sur la fonction ζ(s). Cependant, l'audace de Riemann, qui est un partisan convaincu de la puissance des méthodes de la variable complexe, constitue une révolution pour l'époque.
Les formules du mémoire de Riemann sont démontrées par Hadamard en 1893 et von Mangoldt en 1894 (avec une petite erreur concernant la formule sur le nombre de zéros de ζ, réparée en 1905). On démontrera assez vite le théorème :
Théorème — Les trois propositions suivantes sont équivalentes :
- {\displaystyle \pi (x)\sim {\rm {Li}}(x)\ (x\rightarrow \infty ),}
- {\displaystyle \Pi (x)=\sum _{n\leq x}{\frac {\Lambda (n)}{\ln n}}\sim {\rm {Li}}(x)\ (x\rightarrow \infty ),}
- {\displaystyle \theta (x)=\sum _{p\leq x}{\ln p}\sim x\ (x\rightarrow \infty ).}

### Quelques exemples d'annonces prématurées
- En 1883, Halphen (CRAS, 1883, T96, page 634 et suivantes) annonce

« Je prouverai en effet que la fonction de M. Tchebychef, somme des logarithmes des nombres premiers inférieurs à x, est asymptotique à x, ce qu'on n'avait pu obtenir jusqu'à présent. » Halphen reconnut que sa méthode rencontrait des difficultés non prévues sur cette question et ne publia pas le résultat annoncé. Reprenant cette méthode, Cahen n'eut pas plus de succès en 1893. La solution allait venir de Hadamard dont la démonstration s'inspira partiellement de la méthode de Halphen, décédé entretemps le 21 mai 1889.
- Toujours dans les Comptes rendus de l'Académie des sciences, à la date du 13 juillet 1885, on trouve une courte note présentée par Charles Hermite et rédigée par Stieltjes[19] ; ce dernier prétend avoir démontré l'hypothèse de Riemann et même, la conjecture de Mertens. Il s'appuie pour cela sur l'unicité du prolongement analytique et sur l'égalité (valide si Re(s) > 1)

mais son erreur est d'affirmer détenir une preuve que la série de droite converge dès que Re(s) > 1/2. Deux jours auparavant, dans une lettre à Hermite, il détaille son argument : selon lui, la fonction M(x) serait en O(x1/2), mais toujours sans preuve. Mittag-Leffler lui demande immédiatement des détails sur sa note. Dans ses réponses (une lettre en juillet 1885 puis, à la suite d'une relance via Hermite, trois au printemps 1887), Stieltjes persiste dans ses affirmations, toujours non justifiées.
- Johan Jensen annonce en 1899 dans les Acta Mathematica (dans le mémoire où il démontre la formule qui porte son nom) qu'il va démontrer l'hypothèse de Riemann, mais il n'y aura pas de suite.

## Depuis la preuve du théorème des nombres premiers

### Le théorème des nombres premiers
En 1896 Jacques Hadamard et Charles-Jean de La Vallée Poussin démontrent indépendamment la conjecture de Legendre sous la forme suivante :
Les preuves sont assez différentes, mais une étape intermédiaire cruciale dans chacune consiste à montrer que la fonction ζ(s) ne s'annule pas sur la droite d'abscisse σ = 1.
Franz Mertens démontre en 1898 l'inégalité suivante pour σ > 1
qui livre une preuve plus simple de cette étape cruciale.
Jusqu'à présent, personne n'a réussi à faire beaucoup mieux, c'est-à-dire démontrer que ζ(s) est non nulle sur une bande [1 – δ, 1], quel que soit δ > 0, alors qu'une majeure partie de la communauté mathématique croit que ζ(s) ne s'annule pas sur la bande ]1/2, 1], conformément à l'hypothèse de Riemann.
Edmund Landau simplifie en 1903 la preuve de La Vallée Poussin de 1899, au prix d'une estimation légèrement moins bonne du reste (voir la section suivante). En 1908 il propose d'autres preuves plus simples du théorème des nombres premiers "sec" (sans évaluation du reste) et ne faisant usage du comportement de la fonction zêta que sur la droite d'abscisse σ = 1,,.
En 1928 Norbert Wiener donne la première preuve du théorème des nombres premiers à partir de l'hypothèse minimale « La fonction ζ(s) ne s'annule pas sur la droite d'abscisse σ = 1 ».

### Le reste dans le théorème des nombres premiers
Le théorème des nombres premiers de Hadamard et La Vallée Poussin de 1896 se réécrit :
En 1899, La Vallée Poussin donne, sans aucune condition, une majoration plus précise du reste :
Helge von Koch montre en 1901 que l'hypothèse de Riemann est équivalente à l'estimation plus fine
Par la suite, le reste inconditionnel de La Vallée Poussin sera amélioré en
par Littlewood au début des années 1920 avant les travaux de Vinogradov.

### Les théorèmes transcendants et les autres
C'est avec beaucoup de difficulté qu'on avait réussi à démontrer la conjecture de Legendre-Gauss. Aussi, tout théorème qui était équivalent au théorème de Hadamard-La Vallée Poussin fut qualifié de transcendant. En fait, on avait constaté que les théorèmes transcendants initiaux utilisaient de manière profonde la théorie de la variable complexe. Aussi se forgea cette conviction que l'on ne pouvait pas se passer de la théorie de la variable complexe dans la démonstration du théorème des nombres premiers puisque celui-ci était équivalent à montrer que la fonction ζ(s) ne s'annulait pas sur l'axe 1 (théorème de Landau).
Les mathématiciens distinguèrent ainsi ces théorèmes de théorie des nombres qui nécessitaient la théorie de la variable complexe en les qualifiant de transcendants, tandis que les autres théorèmes disposaient d'une démonstration qualifiée d'élémentaire. Cette classification avait le défaut d'être fluctuante. Ainsi, certaines égalités avaient un membre qualifié de transcendant, tandis que l'autre ne l'était pas ! D'autre part, avec le temps, on finissait par trouver des démonstrations élémentaires pour des théorèmes qualifiés un temps de transcendants. Le coup de grâce fut donné en 1949 quand Selberg et Erdős donnèrent finalement une preuve élémentaire — au sens précédent — du grand théorème des nombres premiers.

### De nouveaux outils
Les difficultés rencontrées pour justifier pleinement les affirmations de Riemann incitent les mathématiciens à inventer de nouveaux outils. Deux vont voir le jour à l'orée du vingtième siècle : la théorie des séries de Dirichlet qui sera commencée par Eugène Cahen, et la théorie des fonctions presque périodiques, œuvre d'Ernest Esclangon, mais principalement de Harald Bohr et Edmund Landau, et qui se poursuivra par Jean Favard et Abram Besicovitch avant d'être absorbée par l'analyse harmonique (Wiener…).

#### Bohr et la théorie des fonctions presque périodiques
La théorie des fonctions presque périodiques est essentiellement l'œuvre de Bohr et Landau à partir de 1909, même si Esclangon a proposé tout au début du vingtième siècle une théorie voisine, celle des fonctions quasi périodiques. L'objectif est la généralisation des séries de Fourier et de l'étude des propriétés de ces fonctions. Dans la série de Fourier d'une fonction, les coefficients, on s'en souvient, sont calculés à partir d'une intégrale de la fonction, supposée périodique. La fonction s'écrit alors comme une somme de fonctions trigonométriques dont la fréquence est un multiple de la période de la fonction. Et, sans grande difficulté, on passe de la représentation classique par sinus et cosinus à une représentation faisant intervenir une exponentielle dont l'argument est imaginaire pur.
Dans la théorie des fonctions presque périodiques, soit on se donne les coefficients « de Fourier » d'une série trigonométrique et on en étudie les propriétés, soit on cherche quelles doivent être les propriétés d'une fonction pour qu'elle soit « presque » périodique. On montre que les deux points de vue coïncident si l'on reste raisonnable dans ses demandes.
On dit qu'une fonction f, définie et continue sur ℝ, est presque périodique (au sens de Bohr) si pour tout ε > 0, il existe un nombre L > 0 tel que tout intervalle de longueur L contient une ε-presque période, c'est-à-dire un nombre τ tel que
Cette définition s'étend aux fonctions complexes et l'on dit que f, fonction analytique complexe, est presque périodique dans la bande [σ1, σ2] si f(σ + it) est presque périodique en t, uniformément par rapport à σ ∈ [σ1, σ2].
On démontre alors que toute fonction presque périodique est bornée, qu'une fonction analytique complexe ne peut être presque périodique dans une bande que si elle y reste bornée, que la presque-périodicité est préservée par somme, produit et limite uniforme et que lorsqu'une fonction périodique possède une dérivée uniformément continue, cette dérivée est elle-même presque périodique.
Le résultat principal concerne la représentation en séries de Fourier généralisées
« Toute fonction f presque périodique s'écrit{\displaystyle f(t)=\sum _{n=1}^{\infty }{a_{n}{\rm {e}}^{{\rm {i}}\lambda _{n}t}}.} »
formule dans laquelle λn est une suite de nombres réels jouant le rôle de fréquences de Fourier, les an étant les coefficients de Fourier de la série.
Concernant la théorie des fonctions analytiques complexes presque périodiques dans une bande, en liaison avec le théorème de Phragmén-Lindelöf qui n'est que l'extension du principe du maximum à un ensemble non borné (bande ou secteur angulaire, ici bande) on démontre que la dérivée d'une fonction analytique complexe presque périodique dans une bande [σ1, σ2] est elle-même presque périodique dans la même bande. On a d'autre part le résultat suivant dû à Doetsch (de) (1920) :
est une fonction convexe de σ dans [σ1, σ2].
De tout cela résulte qu'une fonction analytique régulière presque périodique pour une valeur σ est presque périodique dans une bande maximum [σ1, σ2] où elle reste bornée, en dehors de cette bande soit elle n'est plus régulière (pôles… ) soit elle n'est plus bornée, soit elle cesse d'exister. Sa série de Fourier la représente dans sa bande maximale.
Appliquée à la fonction ζ de Riemann, la théorie des fonctions presque périodiques montre que ζ(s) est une fonction presque périodique dans la bande ]1, ∞[, où elle est représentée par sa série de Fourier-Dirichlet {\displaystyle \zeta (\sigma +{\rm {i}}t)=\sum _{n=1}^{\infty }{{\frac {1}{n^{\sigma }}}{\rm {e}}^{-{\rm {i}}\ln(n)t}},} la bande ]1, ∞[ étant maximale. Toutes ses dérivées sont également des fonctions presque périodiques sur la même bande. Il en est de même de la fonction 1/ζ(s).
Le théorème de Dirichlet permet même de montrer le théorème (Bohr et Landau) :

Il existe un nombre A > 0 et, aussi grand que soit t0, des t > t0 tels que |ζ(1 + it)| > A ln ln (t).
Comme 1/ζ(s) existe pour tout s de partie réelle supérieure ou égale à 1, et qu'elle n'admet aucun pôle sur l'axe 1, on en déduit qu'elle n'est pas bornée sur cet axe.
D'autre part, en raison de la presque-périodicité sur le demi-plan σ > 1, pour tout ε > 0, il existe une infinité de valeurs de t tels que
et pareillement pour la fonction 1/ζ :

#### La théorie générale des séries de Dirichlet
La théorie générales des séries de Dirichlet est commencée par Eugène Cahen dans sa thèse Sur la fonction de Riemann et sur des fonctions analogues soutenue le 16 mars 1894. Ce travail est l'objet de très sérieuses réserves de la part des mathématiciens de cette époque  mais servira de cadre et de guide pour les études suivantes parce qu'il tente de faire une théorie systématique des fonctions représentables par des séries de Dirichlet.
La théorie s'articule sur la notion d'abscisse de convergence dès qu'est montré que la convergence de la série pour une valeur s0 = σ0 + it0 entraine la convergence pour les valeurs s = σ + it avec σ > σ0 (théorème de Jensen, 1884). Et on définit classiquement maintenant plusieurs abscisses de convergence. Il y a l'abscisse de convergence absolue qui correspond à l'abscisse de convergence de la série de Dirichlet dont les coefficients sont les valeurs absolues des coefficients de la série de départ. Cette abscisse sera notée σa. La série initiale admet, elle, une abscisse de convergence dite simple, notée σs et vérifiant : σs ≤ σa.
Dans le demi-plan de convergence simple, la somme de la série de Dirichlet représente une fonction analytique complexe régulière, et sa dérivée est elle-même analytique régulière dans le même demi-plan.
Faisons deux petites applications à la fonction ζ de Riemann.
On a pour ζ(s) : an = 1 et λn = ln n. D'où |A(n)| = n et la formule donne σs = 1.
Par contre pour la fonction
on a an = μ(n), λn = ln(n) et A(n) = M(n), la fonction sommatoire de la fonction de Möbius. Supposons M(n) = O(nθ). La formule donne alors pour abscisse de convergence la valeur θ. Et la fonction sera régulière pour σ > θ donc ζ(s) ne s'annulera pas sur le demi-plan σ > θ.
On voit ainsi qu'il existe un lien entre la fonction ζ(s), l'hypothèse de Riemann, et la fonction sommatoire M(x). En fait, grâce à la formule sommatoire d'Abel, on a la formule intégrale
qui montre que toute hypothèse de croissance sur M(x) se traduit immédiatement sur la convergence de l'intégrale. De telles hypothèses ont été formulées à différentes époques et portent le nom génériques d'hypothèses de Mertens.
- La théorie des séries de Dirichlet cherche ensuite l'ordre de la fonction f(s) représentée par la série. C'est ainsi qu'est définie la notion d'ordre fini (distincte de celle impliquée par le principe de Phragmén-Lindelöf). On démontre en effet que f(s) est o(t) dans un demi-plan plus vaste que son demi-plan de convergence. Aussi, on définit μ(σ) le plus petit des ξ tels que f(σ + it) = O(tξ). Le nombre μ(σ) ainsi défini est appelé l'ordre fini de f(s) sur la droite σ.

Appliquant l'un de ses théorèmes
« Soit f(σ + it) une fonction analytique complexe qui est o(exp(e t)) dans une bande [σ1, σ2] pour tout e > 0 ;
si elle est O(ta) sur σ = σ1 et O(tb) sur σ = σ2
alors f est O(tk(σ)) dans la bande [σ1, σ2] où k(σ) est la fonction
{\displaystyle k(\sigma )={\frac {(\sigma -\sigma _{1})b+(\sigma _{2}-\sigma )a}{\sigma _{2}-\sigma _{1}}}.} »

Lindelöf montra en 1908 le théorème suivant : 
« La fonction μ(σ) est une fonction convexe, positive et décroissante de σ. »
Pour la fonction ζ(s), nous savons que μ(σ) = 0 si σ > 1 puisqu'elle est bornée sur le demi-plan de convergence. D'autre part on montre que μ(σ) = 1/2 – σ si σ ≤ 0 par la relation fonctionnelle. Il s'agit donc de relier le point (0, 1/2) au point (1, 0) par une courbe positive décroissante et convexe. La droite qui joint ces deux points est d'équation t = 1/2 – σ/2 et cela donne μ(1/2) ≤ 1/4. On a montré jusqu'ici μ(1/2) ≤ 32/205 (Huxley). On conjecture que μ(1/2) = 0 (hypothèse de Lindelöf).

### Les conjectures de Mertens, de von Sterneck…

#### Les différentes conjectures de Mertens
La première conjecture qui résout l'hypothèse de Riemann est celle de Mertens. On se souvient que Stieltjes dans sa « preuve » de 1885 avait affirmé qu'il était facile de voir que la série de Dirichlet qui définissait 1/ζ(s) convergeait pourvu que Re(s) > 1/2. Cette affirmation était équivalente à[Information douteuse] affirmer que M(u) = O(u1/2+ε), quel que soit ε > 0.
Dans un article de 1897, utilisant une table numérique jusqu'à 10 000, Mertens constate que |M(n)| ≤ √n pour n < 10 000, résultat bientôt confirmé par von Sterneck, en 1901, jusqu'à 500 000, et au congrès international des mathématiciens de 1912 pour 16 valeurs en dessous de 5 millions. Celui-ci en profite pour proposer la majoration |M(n)| ≤ √n/2 qui sera réfutée en 1963 par Neubauer numériquement en montrant que M(7 760 000 000) = 47 465, qui est supérieur à la borne de von Sterneck. Précisons que Wolfgang Jurkat (de), en 1973, démontrera que la conjecture de von Sterneck est asymptotiquement fausse.
La conjecture de Mertens se présente sous trois formes :
- la forme normale : |M(n)| ≤ √n
- la forme généralisée, il existe A > 0 tel que |M(n)| ≤ A√n,
- la forme affaiblie {\displaystyle \int _{1}^{x}{{\frac {M^{2}(u)}{u^{2}}}\mathrm {d} u}=O(\ln x).}

La forme normale implique la forme généralisée qui implique la forme affaiblie.

#### Résultats actuels sur les conjectures de Mertens
Actuellement, on sait que la première forme est fausse (Odlyzko et te Riele, 1985) mais la preuve donnée ne permet pas de répondre sur les deux autres formes. On conjecture actuellement que la seconde forme est également fausse. Cependant, la formule sommatoire d'Abel appliquée à 1/ζ(s) montre que l'on a, si l'hypothèse de Riemann est vraie, M(u) = O(u1/2+ε). Ce dernier résultat est presque le meilleur qu'on puisse actuellement espérer.
Comme on l'a vu à propos des séries de Dirichlet, l'hypothèse de Mertens, quelle que soit sa forme, implique l'hypothèse de Riemann, mais elle a une intéressante conséquence, la simplicité des zéros de la fonction ζ. Or justement on a calculé des millions de zéros de la fonction ζ et on les a tous trouvés de partie réelle égale à 1/2 et simples.

### L'hypothèse de Lindelöf
- On a essayé de démontrer des versions plus faibles de l'hypothèse de Riemann à mesure que le temps passait et qu'aucun progrès n'était obtenu dans cette voie. Dans un article[36] paru dans le Bulletin des sciences mathématiques en 1908, Lindelöf étudie la croissance de la fonction ζ(s) et des puissances de t en définissant la fonction μ(σ). Il y montre que la fonction μ(σ) est décroissante et convexe, ce qui l'amène à conjecturer que μ(1/2) = 0 c'est-à-dire que l'on a {\displaystyle |\zeta (\sigma +{\rm {i}}t)|\leq t^{\varepsilon }} quel que soit ε > 0[37]. Cette hypothèse n'est pas démontrée. Tout ce qu'on sait c'est qu'elle est impliquée par l'hypothèse de Riemann et qu'elle a certaines conséquences intéressantes, dont l'hypothèse de densité.

On ignore cependant si l'hypothèse de Lindelöf implique l'hypothèse de Riemann.
- Dans sa thèse, soutenue le 20 juin 1914 Sur les fonctions entières d'ordre nul et d'ordre fini et en particulier les fonctions à correspondance régulière, Georges Valiron énonce dans une application un théorème qui s'avère essentiel dans la théorie de la fonction ζ.

Théorème — Il existe un nombre δ > 0 tel que dans tout intervalle [T, T + 1] existe une infinité de valeurs de t pour lesquels |ζ(σ + it)| ≥ t–δ, et cela quel que soit σ ∈ [–1, 2].
L'importance de ce théorème tient au fait qu'il est le seul qui permette une traversée de la bande critique [0, 1].
La théorie des séries de Dirichlet montre que δ ≤ 1 sans hypothèse mais on ne connaît pas une valeur de δ sans hypothèse supplémentaire. Par contre, si l'on admet l'hypothèse de Lindelöf, alors δ peut être pris aussi petit qu'on veut, et cela vaut également pour l'hypothèse de Riemann. En effet, on montre alors que l'on a un théorème de Valiron avec pour δ une fonction décroissante tendant vers 0 à mesure que t tend vers l'infini.
Le théorème de Valiron sert essentiellement à majorer (ou minorer) des intégrales complexes faisant intervenir la fonction ζ(s) sur un chemin traversant la bande critique. C'est grâce à lui qu'on montre que l'hypothèse affaiblie de Mertens (et donc les autres hypothèses) implique non seulement l'hypothèse de Riemann mais également la simplicité des zéros de la fonction de Riemann et certaines minorations entre les zéros de la fonction ζ.

### Le théorème de Hardy
- Dans une communication à l'Académie des sciences de Paris, en 1914, Godfrey Harold Hardy démontre que la fonction zêta s'annule une infinité de fois sur l'axe 1/2. Ce beau résultat sera par la suite tempéré par la comparaison entre la proportion des zéros sur l'axe en dessous de T avec ceux attendus : elle est très faible.
- De La Vallée Poussin démontra[38] que le nombre des zéros d'ordres impairs, de parties réelles égales à 1/2 et de parties imaginaires inférieures à T était au moins {\displaystyle K{\sqrt {T}}}.

### Le théorème de Speiser
- Dans une communication faite dans les Comptes rendus de l'Académie des sciences de Paris en 1912, Littlewood annonce avoir démontré « d'un théorème de MM. Bohr et Landau » le théorème suivant :

Théorème — Ou la fonction ζ(s), ou bien la fonction ζ'(s) a une infinité de zéros dans le demi-plan σ > 1 – δ, δ étant une quantité positive arbitrairement petite.
- La question du nombre de zéros de ζ'(s) prend alors une nouvelle tournure dans le théorème de Speiser, publié dans les Mathematische Annalen en 1935. Celui-ci, analysant la surface de Riemann du point de vue des lignes d'argument constant, et utilisant pleinement la relation fonctionnelle, arrive à la conclusion

« L'hypothèse de Riemann est équivalente à l'absence de zéro non trivial de la dérivée ζ'(s) dans le demi-plan σ <1/2. »
En 1996, Cem Yıldırım a démontré
« L'hypothèse de Riemann implique que les fonctions ζ''(s) et ζ'''(s) ne s'annulent pas dans la bande 0 < Re(s) < 1/2. »

### Les théorèmes d'oscillation
- De tout temps on a constaté qu'il semblait exister une prédominance assez sensible des nombres premiers de la forme 4n + 3 par rapport à ceux de la forme 4n + 1.

Tchebycheff avait, en 1853, publié une conjecture concernant la différence entre le nombre de nombres premiers dans la suite arithmétique 4n + 3 et ceux de la suite 4n + 1. Il conjecturait qu'il existait des valeurs de x tendant vers l'infini pour lesquelles
prenait des valeurs aussi proche de 1 que l'on veut.
C'est à la démonstration de ce résultat que va s'atteler Phragmén.
- Tout d'abord il obtient le théorème suivant

Théorème de Phragmén (1891) :
« Soit f(u) une fonction réelle localement intégrable pour u > 1. On suppose que l'intégrale
{\displaystyle \phi (s)=\int _{0}^{\infty }{{\frac {f(u)}{u^{1+s}}}\mathrm {d} u}} converge pour Re(s) > 1 et définit une série entière dont le rayon de convergence est strictement supérieur à 1.

Alors
1. quel que soit δ > 0, il n'existe aucun x0 tel que pour tout x > x0, on ait f(x) > δ (respectivement f(x) < –δ),
2. si de plus f(x) possède une infinité de points de discontinuités, la divergence d'une certaine série formée à partir des discontinuités et des sauts implique que f(x) oscille indéfiniment autour de 0 (infinité de changement de signes). »

qui est historiquement le premier théorème d'oscillation.

Le calcul par Jørgen Pedersen Gram des premiers zéros non triviaux de ζ(s) en 1895 et 1903, permet à Erhard Schmidt de démontrer en 1903 le premier théorème d'oscillation qui n'est pas une alternance de signes :
où Ω± est la notation de Hardy-Littlewood-Landau.
Théorème — Soit f(u) une fonction réelle localement intégrable. On définit la fonction
S'il existe un u0 tel que f(u) > 0 pour tout u > u0, alors σc est une singularité de ϕ(s).
dont on déduit que si σc n'est pas une singularité, alors f ne garde pas un signe constant.
Une application immédiate du théorème de Landau à 1/sζ(s) pour laquelle la fonction f(u) du théorème vaut M(u), fonction sommatoire de Möbius, donne, puisque 1/sζ(s) est régulière sur l'intervalle réel [0 ; 2] :
On a utilisé en passant le résultat que zêta s'annule pour ρ1 = 1/2 + 14,1…i.

### Combien de zéros sur l'axe 1/2
Hardy avait montré en 1914 qu'il existait une infinité de zéros sur l'axe 1/2. Mais sa démonstration ne donnait qu'une quantité infime par rapport au nombre des zéros dans la bande critique. On chercha donc à compléter le théorème de Hardy.
On appelle classiquement N0(T) le nombre des zéros sur l'axe 1/2 et de partie imaginaire positive inférieure à T et N(T) le nombre des zéros non triviaux dans la bande critique et de partie imaginaire positive inférieure à T. L'hypothèse de Riemann énonce que N0(T) = N(T). Mais on ignore encore aujourd'hui si N0(T) ~ N(T). La question de la comparaison de N0(T) et de N(T) se pose dès la démonstration du théorème de Hardy. Rappelons que N(T) croit comme T ln(T).
D'abord, en 1921, Hardy et Littlewood démontrent qu'il existe une constante A pour laquelle on a N0(T) > AT. Selberg, en 1942, reprenant la démonstration de Hardy et Littlewood réussit à améliorer l'estimation jusqu'à N0(T) > A T ln(T). Désormais on a le bon ordre et le travail se concentrera à l'amélioration du rapport N0(T)/N(T). En 1974, Levinson démontra que le rapport est au moins égal à 1/3 quand T tend vers l'infini. Et, une observation de Heath-Brown et Selberg permet de montrer que ce tiers n'est constitué que de zéros simples. Conrey (en) améliore le rapport en 1983 à 0,3658 puis en 1989 à 0,4. À l'inverse, un théorème de Bohr et Landau de 1914 montre que la croissance de |ζ(s)|2 est liée à la répartition des zéros. La valeur moyenne de |ζ(s)|2 est majorée sur les droites σ = cte. On en déduit que la proportion des zéros en dehors de la bande 1/2 – δ < σ < 1/2 + δ tend vers 0 quand T tend vers l'infini. Cela mène tout droit à l'hypothèse de densité.

### Le théorème d'universalité de Voronin
Il existe depuis longtemps des théorèmes dits d'universalité qui expriment qu'une fonction donnée approche toute fonction analytique dans une aire donnée. De tels théorèmes furent démontrés entre les deux guerres mondiales par divers auteurs. Voronin (de) démontra en 1975 que la fonction zêta de Riemann avait cette propriété. Par la suite Bhaskar Bagchi étendit ce résultat et on appelle ainsi l'énoncé suivant :
Théorème — Soit ε > 0 fixé. Pour tout compact K inclus dans la bande ]1/2 ; 1[ et pour toute fonction f analytique ne s'annulant pas sur K, il existe un t0 tel que pour tout s ∈ K on ait |ζ(s + it0) – f(s)| ≤ ε.

### La fonction sommatoire de Möbius
La fonction
est appelée fonction sommatoire de (la fonction de) Möbius. On ne connait que peu de chose sur cette fonction sans hypothèse plus ou moins forte. En dehors des conjectures de Mertens qui font l'objet d'un paragraphe spécial, on sait que M(x) = o(x), cet énoncé étant équivalent au théorème des nombres premiers, et on a réussi à démontrer que M(x) = O(x/(ln(x)α) pour tout α > 0.
Sous l'hypothèse de Riemann, on peut montrer que l'on a M(x) = O(x1/2+e(x)) où la fonction e(x) tend vers 0 quand x tend vers l'infini. Edward Charles Titchmarsh a démontré que e(x) = O(1/ln lnx).
La théorie de la fonction Mest très obscure, même avec des hypothèses fortes. Le meilleur résultat actuellement connu est une légère amélioration d'un résultat déjà connu de Landau en 1909 :
On n'a réussi à améliorer que la puissance du ln(u) qui est passée de 1/2 à 3/5 en presque un siècle.
S'il existe un zéro de la fonction de Riemann en s = β + iγ, on montre que M(x) = O(xβ+ε) pour tout ε > 0.
L'hypothèse de Mertens affaiblie
a de très intéressantes conséquences :
- elle implique l'hypothèse de Riemann ;
- les zéros de la fonction de Riemann sont simples.

### La région sans zéro
La Vallée Poussin démontra en 1899 que la fonction ζ de Riemann ne s'annulait pas dans une région de la forme 
Par la suite, une méthode due essentiellement à van der Corput dans les années 1920 améliora la région sans zéro, pour t assez grand, à
cela peu de temps avant que Vinogradov, par une voie toute différente, fasse faire à la théorie un progrès décisif en obtenant dès 1936 la région sans zéro
Depuis 1958, la meilleure région sans zéro connue est de la forme, pour t > T0
Toute amélioration de la région sans zéro de la fonction ζ de Riemann se traduit par une amélioration des restes dans le développement asymptotique de nombreuses fonctions arithmétiques telles que θ(x), π(x), M(x)…

### La méthode de Vinogradov
Ivan Vinogradov, poursuivant les recherches de Hardy, Littlewood et Weyl sur l'estimation des sommes trigonométriques parvient enfin (après plusieurs communications datant des années 1930) à démontrer que l'on a :
pour N < t et deux constantes K et γ bien choisies. On peut prendre K = 9,463 et γ = 1/133,66.
De là, en utilisant la formule sommatoire d'Abel, on déduit que la fonction zêta de Riemann ne s'annule pas pour s appartenant à la région définie par
où t désigne la partie imaginaire de s et c une constante appropriée. Ce résultat est dû à Vinogradov et Korobov en 1958, indépendamment. Au moment de leurs publications, les articles de Vinogradov et de Korobov affirmaient sans preuve complète que la région sans zéro était de la forme
Cette affirmation fut contestée par la communauté mathématique, et il a fallu attendre 1967 et les travaux de Hans-Egon Richert pour disposer d'une preuve rigoureuse. Jusqu'à présent personne n'a réussi à éliminer le facteur 1/(ln ln t)1/3.
- La méthode des sommes trigonométriques de Vinogradov et Korobov permet également une estimation des dérivées sur l'axe σ = 1, et également une estimation du module de la fonction zêta de Riemann dans la bande critique. On montre ainsi que l'on a

pour des constantes A et c adaptées. Kevin Ford démontra que l'on pouvait prendre A = 76,2 et c = 4,45 pour t > 3. Ce résultat est lié à la théorie de la fonction μ(σ).

### Critères équivalents à l'hypothèse de Riemann
Pál Turán montra en 1948 que l'hypothèse de Riemann était impliquée par l'hypothèse que les sommes partielles
n'avaient pas de zéro dans le demi-plan Re(s) > 1 dès que n était assez grand. Par la suite, il améliora son critère en montrant qu'il suffisait que les sommes partielles n'aient pas de zéro dans la région Re(s) > 1 + c n–1/2 dès que n était assez grand. On montra que S19 s'annulait dans le demi-plan Re(s) > 1 et Hugh Montgomery montra en 1983 que Sn avait un zéro dans le demi-plan
pour tout c < 4/π – 1.
Bertil Nyman en 1950 puis Arne Beurling en 1955, prouvèrent indépendamment un lien entre les espaces Lp ([0,1]) et l'hypothèse de Riemann :
Soit M l'espace des fonctions f de la forme{\displaystyle f(x)=\sum _{k=1}^{N}a_{k}\{\theta _{k}/x\}{\text{ avec }}\sum a_{k}\theta _{k}=0}qui sont des fonctions bornées mesurables s'annulant pour les x supérieurs au plus grand des θk.
La fonction {x} étant la partie fractionnaire de x.
Le théorème de Beurling s'énonce ainsi :

« M est dense dans Lp([0,1]), 1 ≤ p ≤ ∞, si et seulement si la fonction ζ de Riemann n'a pas de zéro dans le demi-plan σ > 1/p. »
Hu, en 1990 démontra que l'hypothèse de Riemann est impliquée par

Li démontra en 1997 que l'hypothèse de Riemann était équivalente à la positivité d'une suite de nombres :
En appelant, traditionnellement depuis Riemann, ξ la fonction définie par
 on considère la suite définie par
Le critère de Li (en) énonce :

L'hypothèse de Riemann est équivalente à la propriété que λn > 0 pour tout entier positif n.
On montre que les nombres λn s'expriment en fonction des zéros non triviaux de la fonction ζ de Riemann selon la formule
où, comme d'habitude, la sommation s'effectue symétriquement

### La question de la nature deζ(2n+ 1)
Euler avait réussi à donner la valeur des ζ(2n), en exprimant ces valeurs comme π2n multiplié par un nombre rationnel. Ces valeurs étaient donc transcendantes, au sens que donna à ce mot Joseph Liouville en 1844, puisque d'après le théorème d'Hermite-Lindemann (1882), π était transcendant (donc toutes ses puissances aussi). Mais la question de la nature des valeurs aux entiers impairs reste ouverte. On connaît beaucoup d'expressions des nombres ζ(2n + 1) soit sous forme de séries infinies soit sous forme d'intégrales mais cela ne semble pas avoir éclairé outre mesure les mathématiciens sur la nature de ces nombres. On conjecture que tous les nombres ζ(2n + 1) sont transcendants. Mais on ne sait pas encore s'ils sont même irrationnels. Ici, il faut dire que la question de la nature d'un nombre défini par une série est un problème d'une folle difficulté qu'on ne sait résoudre simplement que dans quelques cas généraux : le théorème de Liouville-Thue-Siegel-Dyson-Roth qu'on énoncera sous sa forme définitive :
Théorème — Tout nombre algébrique est approchable par une infinité de fractions à l'ordre 2 et pas au-delà.
Le premier résultat notable est le théorème d'Apéry, que celui-ci présenta oralement en 1978, provoquant une polémique sur la validité de son argument. La preuve fut pleinement justifiée par la suite, et depuis, différentes simplifications ont été obtenues.
Théorème — ζ(3) est irrationnel.
Par la suite, Keith Ball et Tanguy Rivoal, en 2000, démontrèrent l'irrationalité d'une infinité de valeurs de la fonction zêta aux entiers impairs Wadim Zudilin (en), l'année suivante (2001), démontrait qu'au moins un des nombres ζ(5), ζ(7), ζ(9), ζ(11) est irrationnel. Ce résultat a été obtenu par l'intermédiaire des séries hypergéométriques.

## De la simplicité des zéros
Outre le lieu des zéros de la fonction ζ de Riemann, une autre question hante les esprits des mathématiciens : la question de la simplicité des zéros. On admet communément que tous les zéros sont simples. Quelques avancées ont été faites sur cette question. On dit qu'un zéro ρ est d'ordre k si la fonction ζ s'annule en ρ ainsi que ses k – 1 dérivées, alors que ζ(k)(ρ) ≠ 0. On dit alors que la multiplicité de ρ est égale à k.
On appelle dans la suite m(ρ) la multiplicité du zéro ρ.
Par suite de la formule donnant le nombre N(T) de zéros, on a sans aucune hypothèse m(ρ) = O(ln |ρ|).
Sous l'hypothèse de Lindelöf, on a immédiatement, par suite de la majoration S(t) = o(ln t), l'inégalité
m(ρ) = o(ln|ρ|) et sous l'hypothèse de Riemann, on a de même
{\displaystyle m(\rho )=O(\ln |\rho |)/\ln \ln |\rho |).}
Ces inégalités résultent du fait que l'on a
{\displaystyle m(\beta +{\rm {i}}\gamma )\leq N(\gamma +H)-N(\gamma -H){\text{ pour }}0<H<1}
mais il semble que l'on ne puisse que difficilement améliorer l'estimation dans cette voie.

Sans aucune hypothèse, on sait que la série 
 ne converge pas quand T tend vers l'infini.
L'hypothèse de Mertens affaiblie (et a fortiori l'hypothèse de Mertens généralisée) implique la simplicité des zéros. On montre en fait que l'on a, sous cette hypothèse,
 et même un peu plus
 est convergente.
Cramér et Landau, en 1920, ont montré que l'hypothèse de Mertens affaiblie impliquait
Montgomery montra que, sous l'hypothèse de Riemann et l'hypothèse des paires corrélées (voir plus loin), on avait
dont on déduit
 où N1(T) désigne le nombre des zéros simples de module plus petit que T.
Cette valeur a été améliorée, au prix de l'hypothèse généralisée de Lindelöf, par Conrey, Ghosh et Gonek
Dans une étude datant de 1999, Aleksandar Ivić a donné quelques précisions sur la valeur de m(ρ). Il a démontré, grâce à l'inégalité de Jensen, le théorème suivant
«  Si ζ(β + iγ) = 0 avec 1/2 < β <1, alors on a

{\displaystyle m(\beta +{\rm {i}}\gamma )\leq {\frac {1}{|\ln(2-2\beta )|}}\left(\max _{\sigma \geq 1/2,|t|\leq 1/2}\ln |\zeta (\sigma +{\rm {i}}\gamma +{\rm {i}}t)|+O(\ln \ln \gamma )\right),} »
dont on déduit que m(ρ) est d'autant plus petit que β est plus proche de 1. Il a précisé qu'on avait en fait
«  Si ζ(β + iγ) = 0 avec 1/2 < β <1 et γ > γ0 > 0, alors
{\displaystyle m(\beta +{\rm {i}}\gamma )\ll (1-\beta )^{3/2}\ln |\gamma |+\ln \ln |\gamma |.}
De plus, si {\displaystyle \lim _{\gamma \to \infty }m(\beta +{\rm {i}}\gamma )/\ln \ln \gamma =\infty } alors, il existe une constante C > 0 telle que, pour γ > γ0 > 0,
{\displaystyle \beta \leq 1-C\left({\frac {m(\beta +{\rm {i}}\gamma )}{|\ln \gamma |}}\right)^{3/2}.} »
Ce dernier résultat améliore un résultat de Levinson obtenu en 1969.

### Les moments
Le problème des moments est un problème classique de la littérature sur la fonction ζ.
Kannan Soundararajan a démontré en 2008 que
«  En admettant l'hypothèse de Riemann, et pour tout k fixé et tout ε > 0, on a
{\displaystyle \int _{0}^{T}|\zeta (1/2+{\rm {i}}u)|^{2k}\mathrm {d} u\ll _{\epsilon }T(\ln T)^{k^{2}+\varepsilon }.} »
Et peu après, la même année, Ivić a généralisé le résultat de Soundararajan en démontrant le résultat suivant
«  En admettant l'hypothèse de Riemann et pour tout k fixé et tout θ ∈]0, 1[, posant H = Tθ, on a
{\displaystyle \int _{T}^{T+H}|\zeta (1/2+{\rm {i}}u)|^{2k}\mathrm {d} u\ll _{\epsilon }H(\ln T)^{k^{2}(1+O(1/\ln \ln \ln T))}.} »

### Les grandes conjectures

#### La conjecture des paires corrélées de Montgomery
En 1972, Hugh Montgomery, au cours d'un symposium à l'université de Saint-Louis, émit une conjecture depuis lors connue sous son nom ou sous le nom de conjecture de corrélation des paires (en).
Montgomery considéra, sous l'hypothèse de Riemann, la fonction
la somme s'étendant sur les parties imaginaires γ des zéros ρ = 1/2 + iγ de la fonction ζ de Riemann.

Il montra ainsi que 
 pour 1 ≤ x ≤ o(T) et que Goldston étendit à 1 ≤ x ≤ T.
Montgomery conjectura que, pour T ≤ x, on avait
 qui est la conjecture forte des paires corrélées.
La conjecture faible des paires corrélées, qu'on en déduit, exprime que
Cette dernière conjecture fait le lien avec la théorie des matrices aléatoires.

#### L'hypothèse de densité
- On appelle N(s, T) le nombre des zéros de partie réelle inférieure à T et de partie réelle supérieure à s. D'après le résultat on a vu que la proportion de ces zéros par rapport à N(T) tend vers 0. On a donc cherché quelle était cette proportion. La connaissance de cette proportion donnant des renseignements sur la différence N(T) – N0(T).
- D'un résultat de Ingham (1940) et de Huxley (en) (1972), sans hypothèse, pour tout ε > 0, on montre l'existence d'une constante C = C(ε) telle que l'on ait{\displaystyle N(s,T)\leq CT^{12/5(1-s)+\varepsilon },}s étant choisi dans [1/2, 1].
- En 1980, A. Ivić[51] montre que l'on a pour s dans [17/18, 1]{\displaystyle N(s,T)\leq CT^{4(1-s)/(2s+1)+\varepsilon }}
- Dans ces conditions, on définit l'hypothèse de densité comme étant l'inégalité{\displaystyle N(s,T)\leq CT^{2(1-s)+\varepsilon }}pour s dans [1/2, 1]. Elle est plus faible que l'hypothèse de Riemann et partage cependant avec elle des conséquences intéressantes.
- Le travail se concentra donc sur cette question de la détermination de la plus petite valeur A(s) de A telle que {\displaystyle N(s,T)\leq CT^{A(1-s)+\varepsilon }} pour s dans [1/2, 1]. Et de l'abscisse s0 pour laquelle on a A(s) ≤ 2 pour s ≥ s0.
- Dans cette voie, Montgomery[52] montre que s0 ≤ 9/10, valeur améliorée successivement par Huxley, Ramachandra, Forti et Viola… En 1977 on avait s0 ≤ 11/14 (Jutila (en)[53]). Depuis lors, en 2000, Jean Bourgain montra que s0 ≤ 25/32[54].

### Fausses preuves
L'hypothèse de Riemann suscite depuis longtemps, et cela avec d'autres conjectures, les annonces de preuves plus ou moins fantaisistes. On a déjà donné des exemples d'annonces prématurées de mathématiciens sérieux. Cela n'a pas épuisé le sujet :
- Plusieurs « preuves » furent données par Louis de Branges en 1994, 2004, la dernière a été publiée en septembre 2009 sur le site de l'université Purdue[55]. Selon certaines sources Internet, la première reposait sur une propriété de positivité supposée qui s'est révélée numériquement fausse (1998) ; selon d'autres sources Internet, de Branges n'avait pas prétendu, en 1994, prouver l'hypothèse de Riemann ; il avait seulement formulé une conjecture dont l'hypothèse de Riemann aurait résulté. Il ne semble pas que les preuves de 2004 et de 2009 aient été réfutées. Bien que de Branges ait annoncé l'intention de faire lire sa dernière preuve par un comité de lecture, il ne semble pas l'avoir encore soumise à ses collègues mathématiciens autrement qu'en l'exposant sur Internet. Selon Karl Sabbagh[56], auteur d'un livre sur l'hypothèse de Riemann, les spécialistes de la question ne croient pas à la possibilité de démontrer l'hypothèse de Riemann par la méthode de de Branges et s'abstiennent dès lors de consacrer le temps nécessaire à l'étude de la démonstration qu'il a publiée.
- À la mort de Hans Rademacher, une rumeur courut que des papiers qu'il aurait laissés démontraient que l'hypothèse de Riemann était fausse. Mais cette rumeur fut démentie.